# 扬·约恩松
扬·约恩松（瑞典語：Jan Jönsson，1944年4月27日—），瑞典男子马术运动员。他曾代表瑞典参加1972年和1984年夏季奥林匹克运动会马术比赛，其中1972年奥运会获得一枚铜牌。